# Haiga

Un viejo estanque
salta una rana ¡zas!
chapaleteo.
古池や (Furu ike ya)
水の音 (mizu no oto)
かわず飛び込む (kawazu tobikomu).

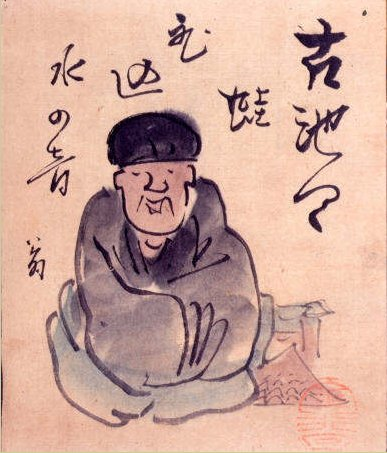
Retrato de Matsuo Bashō por el artista Yokoi Kinkoku (c.1820). La caligrafía relata uno de los poemas haiku más famosos de Bashō. Un viejo estanque
salta una rana ¡zas!
chapaleteo.
古池や (Furu ike ya)
水の音 (mizu no oto)
かわず飛び込む (kawazu tobikomu). Traducción por Octavio Paz y Hayashiya Eikichi.

El haiga (俳画?) es un estilo de pintura japonesa basado en la estética de Haikai-no-Renga, del cual se deriva la poesía Haiku, y que ilustraba dichos poemas mediante una sola composición. Al igual que los versos poéticos que acompañaba, el haiga estaba basado frecuentemente en una simple pero profunda observación del mundo cotidiano. Stephen Addiss indica que dado el hecho de que «ambos son creados con el mismo pincel y tinta, aumentar una imagen al poema haiku era…una actividad natural».
Del mismo modo en que el haiku yuxtapone internamente sus imágenes, el haiga también contiene una yuxtaposición entre el haiku y la obra de arte. De hecho, la obra de arte no necesariamente representa de forma directa las imágenes presentadas en el haiku. 
Estilísticamente, el haiga varía ampliamente debido a las preferencias y entrenamiento de cada pintor individual, pero generalmente expone influencias formales de la Escuela Kanō de pintura, de la pintura minimalista zen, y de la Ōtsu-e, a la vez que comparte muchas tendencias estéticas de la tradición nanga. Algunos fueron reproducidos mediante impresiones xilográficas. De la misma forma, los temas pintados varían extensamente, pero generalmente son los elementos mencionados en la caligrafía, o se emplean imágenes poéticas que aumentan el significado y la profundidad expresada en el poema. Un tema común de estos poemas y pinturas es la luna, representada en ocasiones con el círculo del zen o ensō, el cual evoca numerosos significados, incluyendo Mu (o ninguno). Otros tópicos comunes incluyen las ilustraciones del monte Fuji e incluso los tejados, los cuales son pintados con pinceladas mínimas, logrando elegancia y belleza en la simplicidad. 

## Historia
Nonoguchi Ryūho (1595-1669), un estudiante de Kanō Tannyū, ha sido acreditado algunas veces como el fundador del estilo haiga, a pesar de que la poesía había sido utilizada junto a imágenes varios siglos atrás. Sin embargo, se considera que Ryūho fue el primer poeta en incluir con regularidad pinturas yuxtapuestas con su caligrafía.
Matsuo Bashō, conocido mundialmente como el maestro definitivo del haiku, usualmente pintaba sus poesías, de tal manera que se cree que el haiga se convirtió en una importante forma de expresión debido a sus trabajos y el de sus estudiantes. Al igual que sus poemas, las pinturas de Bashō se fundamentan en una simplicidad que luego revela profundidad, complementando el significado de los versos que acompañan. En los últimos años de su vida, estudió pintura en el taller de Morikawa Kyoriku, que era a la vez su alumno de poesía; y las obras de ambos fueron beneficiadas del intercambio de conocimiento, produciendo trabajos que combinaban la pintura de Morikawa con la poesía y caligrafía de Bashō. 
Componer haiku, y la pintura que iba ligada a la composición, era un pasatiempo común entre los artistas del período Edo, los cuales practicaban estas actividades en su tiempo libre, o en reuniones con amigos como una forma de entretenimiento comunal. El novelista famoso Ihara Saikaku fue uno de los muchos personajes que normalmente no han sido asociados con la poesía o el arte, pero que fue parte de esta práctica artística. En contraste, el pintor de estilo nanga llamado Yosa Buson fue considerado el segundo maestro del haiko (Bashō era el primero) «en ser incluido en las encuestas sobre los grandes poetas y pintores de la historia de Japón».
Al contrario de otras escuelas de arte que mantenían un estándar de estilos únicamente transmitidos del maestro al aprendiz, el género haiga abarcaba a varios artistas con diferentes perspectivas. Algunos como Bashō eran principalmente poetas que acompañaban sus composiciones con bosquejos simples, mientras que otros como Buson eran primariamente pintores que se dedicaban a analizar el espacio y la centralidad de enfoque de la imagen antes que la poesía. Matsumura Goshun y Ki Batei fueron pintores con la tendencia de realizar retratos de poetas y otras figuras con pinceladas rápidas y sueltas, que en cierto modo pueden resultar caricaturescas para las percepciones de arte modernas. Algunas pinturas haiga, como las ejecutadas por Morikawa Kyoriku y Sakai Hōitsu, reflejan el entrenamiento formal de los artistas, mientras que otros pintores como Hakuin Ekaku y Nakahara Nantenbō, reflejan su formación zen. 
Una tendencia global que se desarrolló con el tiempo, a pesar de esta gran variedad, fue el desplazamiento de los círculos de pintores literatos (bunjin) al círculo de la escuela Shijō que estaba dirigida por el pintor naturalista Maruyama Ōkyo. Este movimiento fue promovido primordialmente por Matsumura Goshun, y también puede ser visualizado en la obra de Yamaguch Soken. Algunos pintores posteriores, como Takebe  Sōchō, fueron influenciados por el estilo Ukiyo-e, y utilizaban la policromía en trabajos con alto nivel de detalle.
A pesar de que el estilo tradicional haiga aún sigue siendo producido en la actualidad, los artistas contemporáneos han empezado a experimentar con la forma, emparejando al haiku con imágenes digitales, fotografía y otros medios.

## Artistas destacados
- Enomoto Kikaku
- Hakuin Ekaku
- Kaga no Chiyo
- Kobayashi Issa
- Matsumura Goshun
- Matsuo Bashō
- Nonoguchi Ryūho
- Sakai Hōitsu
- Sengai Gibon
- Yosa Buson